# Cratere Serena
Serena è un cratere sulla superficie di 4 Vesta.